# Jeff Chang
Jeff Chang Shin Che (Chino tradicional: 張信哲; chino: 张信哲, pinyin: Zhang Xinzhi, Yunlin, 26 de marzo de 1967) es un cantante taiwanés. Su repertorio incluye principalmente el género balada Mandapop.

## Biografía
Chang nació en el Condado de Yunlin, Taiwán. 

## Carrera
Comenzó su carrera en el mundo del espectáculo participando en un concurso de canto, mientras estaba cursando la universidad. Desde 1989, publicó una serie de álbumes de gran éxito y es conocido en el mundo del género pop chino, apodado como el "príncipe de las baladas de amor." Su nombre es famoso y reconocido en Taiwán, Hong Kong, China continental y un poco en todo el sudeste asiático.
Además de cantar, Chang es admirador en el arte de las antigüedades, también su pasión son los viajes y deportes acuáticos.

## Discografía
- (2008): Escape 逃生
- (2007): Autumn Snow 雪國八月
- (2006): Be Your Man 做你的男人
- (2005): Jeff Chang's Special Collection
- (2004): The Next Eternity 下一個永遠
- (2002): From Beginning Until Now 從開始到現在
- (2001): I Really Miss 我好想
- (2000): Faith 信仰
- (1999): Come Back 回來
- (1998): Dao Chu Liu Qing 到处留情 (álbum cantonese)
- (1998): The Best Collection of Jeff Chang
- (1997): Zhi Jue 直觉
- (1997): Jeff Chang's Compilation 选哲 （精选辑）
- (1997): Zhi Ai 摯愛 (Adore)
- (1996): Miss 思念
- (1996): Dream 夢想
- (1996): The Color of the Night 夜色 （英文專輯）
- (1995): Shen Qing 深情
- (1995): Forgiving 寬容
- (1995): Zui Xin 醉心
- (1995): Yong You 拥有
- (1995): Some Where In My Broken Heart 心碎深处
- (1994): Waiting 等待
- (1993): Xin Shi 心事
- (1992): Know 知道
- (1992): My Eyes Adored You 永遠·摯愛 （英文專輯)
- (1989): Forget 忘記
- (1989): Melancholy 忧郁
- (1989): Lie 說謊

## Filmografía

### Películas
- 明明 Ming Ming (2007)
- 不完全戀人 Stand in Love (2006)
- 停車暂借問 (烟雨紅顏) A Pinwheel Without Wind (2002)

### Apariciones en programas
| Año        | Programa   | Notas                  |
| ---------- | ---------- | ---------------------- |
| 2016, 2021 | Happy Camp | 2 episodios - invitado |